# Un poisson nommé Wanda
Cet article possède un paronyme, voir Un poison nommé Rwanda.
Pour plus de détails, voir Fiche technique et Distribution.
Un poisson nommé Wanda (A Fish Called Wanda) ou Un ange dénommé Wanda au Québec, est un film américano-britannique humoristique réalisé par Charles Crichton, sorti en 1988.
Le film évoque les actions de quatre malfrats (trois hommes, une femme) qui font une attaque à main armée et dérobent des diamants. Tandis que le chef du groupe est incarcéré, deux de ses complices tentent de s'emparer des diamants volés.

## Synopsis
Un vol de diamants est organisé par George Thomasson et ses trois acolytes : Ken Pile, bègue, ami des animaux, Wanda Gershwitz, voleuse qui utilise son charme pour séduire les hommes, et Otto West, psychopathe un peu demeuré, qui se prend pour un intellectuel sous prétexte qu'il a lu Nietzsche. 
Wanda et Otto sont amants, mais prétendent être frère et sœur, car Wanda est officiellement avec George. 
Le vol est exécuté à merveille, sauf qu'une vieille femme, Eileen Coady, a vu George de près quand la voiture des voleurs a manqué de l'écraser. Ils cachent le butin dans un garage. Après le vol, Wanda et Otto dénoncent George à la police, qui l'arrête. Ils se préparent à fuir avec le butin, Wanda s'apprête à assommer Otto, mais ils découvrent que George a caché ailleurs le magot. Wanda rend alors visite à George, qui semble suspecter Otto de l'avoir trahi, mais n'en est pas sûr. Il ne lui dit cependant pas où se trouvent les diamants. Plus tard, il confie à Ken la clé d'un coffre afin qu'il la cache.  
Wanda voit Ken dissimuler la clé dans un petit coffret déposé dans son aquarium. Elle la prend et la cache dans son médaillon. Otto essaie de faire parler Ken en prétendant être homosexuel et l'aimer. Mais Ken est aussi un peu amoureux de Wanda et encore plus amoureux de ses poissons (parmi lesquels se trouve un Pterophyllum nommé Wanda), pour qui Otto n'a que du dégoût.
Wanda espère apprendre quelque chose d'Archibald « Archie » Leach, l'avocat de George, en le séduisant. Archibald, subjugué, lui donne rendez-vous chez lui. 
En même temps, George a donné l'ordre à Ken de tuer Madame Coady, le seul témoin. 
Lors de leur premier rendez-vous, Archie et Wanda sont interrompus par Wendy, épouse d'Archie, et sa fille Portia. Wanda, quitte la maison précipitamment, perd son médaillon. Wendy, qui le trouve, pense que c'est un cadeau pour elle. 
Wanda rend à nouveau visite à Archie, cette fois chez un confrère parti à l'étranger, pour retrouver le médaillon. Mais cette entrevue est interrompue par Otto, jaloux, qui craint que Wanda ne tombe amoureuse d'Archie, et qui le malmène. Wanda le persuade par la suite de s'excuser auprès d'Archie. Acceptant de mauvaise grâce, Otto se rend dans la maison d'Archie, où il le découvre masqué, simulant un cambriolage pour reprendre le médaillon à la suite du refus de Wendy de le rendre. Otto, désirant montrer sa bonne volonté, le roue de coups, ne reconnaissant Archie que trop tard. 
Archie réussit à cacher le médaillon et à le rendre à Wanda lors d'une troisième entrevue chez le confrère. Leur rendez-vous est cependant interrompu par l'arrivée inattendue d'une famille de locataires. À la suite de ces complications, Archie décide de rompre. 
En parallèle à ces événements, Ken multiplie les tentatives de meurtre de Madame Coady, mais ne réussit qu'à tuer l'un après l'autre ses trois petits chiens. Le premier est tué par un chien de combat, le second est écrasé par Ken en voiture, et le dernier est écrabouillé par un bloc de béton. C'en est trop pour Madame Coady qui meurt d'une crise cardiaque. 
Otto apprend la réussite de l'entreprise de Ken, qui indique par inadvertance savoir où se trouve le butin. Otto le torture pour le faire parler, en lui posant des questions de philosophie, tout en lui enfonçant des frites dans les narines, enfin en mangeant ses chers poissons sous ses yeux. Quand il tente d'avaler le poisson nommé Wanda (comme la jeune femme de la bande), Ken lui avoue où se trouvent le butin et la clé. Mais comme la clé n'est plus dans le coffret et que Ken ne sait pas que c'est Wanda qui l'a, Otto mange le poisson malgré les supplications de Ken, horrifié. 
Puis Otto appelle Wanda et lui annonce qu'il sait où se trouve le magot. Elle lui avoue alors avoir la clé sur elle.
Lors du procès de George, le seul témoin étant mort, il n'y a plus de preuve contre lui. Wanda témoigne, alors, affirmant qu'il avait quitté l'appartement le jour du vol avec un fusil à canon scié. Archie, qui était en train de la questionner, trahit leur relation en appelant Wanda « chérie ». Archie conseille alors à George d'aider à retrouver les diamants pour réduire sa peine ; George lui indique que Ken sait où ils se trouvent. 
Archie, planifiant de partir avec Wanda et le butin à l'étranger, se rend avec elle dans l'appartement de George.
Archie et Wanda arrivent chez George. Otto emmène Wanda dans la voiture d'Archie pour aller chercher les diamants (qui sont au Cathcart Towers Hotel, près de l'aéroport de Londres-Heathrow) et ensuite fuir à Rio. Archie libère Ken, et lui demande où Otto est allé. Ken bégayant atrocement, la discussion dure une éternité, avant qu'ils partent tous deux pour rattraper Otto et Wanda.
Otto et Wanda viennent de prendre le butin et d'acheter des billets, quand Wanda assomme Otto. Elle essaie d'appeler Archie, mais celui-ci, déjà parti avec Ken, ne peut répondre. Elle monte dans l'avion seule avec les diamants. Archie et Otto se retrouvent. Otto force Archie à entrer dans un tonneau d'huile de vidange et s'apprête à le tuer, quand Ken arrive au volant d'un rouleau compresseur. Otto, se retournant pour se moquer de Ken, ne le prend pas au sérieux. Il marche dans du ciment frais, dans lequel il reste embourbé. Ken prend enfin sa revanche en roulant sur Otto, et retrouve ainsi confiance en lui, ce qui lui fait perdre son bégaiement. 
Archie monte dans l'avion et s'envole pour Rio avec Wanda. Otto, qui a réussi à s'extirper du ciment frais, apparait un instant au hublot avant le décollage de l'avion. 
Un bandeau final nous apprend qu'Archie et Wanda se sont mariés à Rio de Janeiro, ont eu une ribambelle d'enfants (17) et ont fondé une léproserie ; que Ken est devenu maître de cérémonie au parc aquatique de Londres ; et qu'Otto, émigré en Afrique du Sud, y est devenu ministre de la Justice.

## Fiche technique
- Titre original : A Fish Called Wanda
- Titre français : Un poisson nommé Wanda
- Titre québécois : Un ange dénommé Wanda
- Réalisation : Charles Crichton
- Scénario : John Cleese et Charles Crichton
- Musique : John Du Prez
- Photographie : Alan Hume
- Montage : John Jympson
- Décors : Roger Murray-Leach
- Costumes : Hazel Pethig
- Production : Michael Shamberg, John Comfort, Steve Abbott (en) et John Cleese
- Société de production : Metro-Goldwyn-Mayer
- Budget : 7,5 millions de dollars[1]
- Pays d'origine : Royaume-Uni, États-Unis
- Langue : anglais
- Format : couleurs  - 35 mm - 1,85:1 - Dolby Stéréo
- Genre : Comédie
- Durée : 108 minutes
- Dates de sortie : 
  - États-Unis : 7 juillet 1988 (première à New York)
  - États-Unis : 15 juillet 1988 (sortie nationale)
  - France : 25 janvier 1989
- Tout public

## Distribution
- John Cleese (VF : Michel Prudhomme) : Archie Leach
- Jamie Lee Curtis (VF : Élisabeth Wiener) : Wanda Gershwitz
- Kevin Kline (VF : Dominique Collignon-Maurin) : Otto West
- Michael Palin (VF : Patrick Préjean) : Ken Pile
- Maria Aitken (VF : Danielle Volle) : Wendy Leach
- Tom Georgeson  (VF : Jacques Richard) : George Thomason
- Patricia Hayes : madame Coady
- Geoffrey Palmer : le juge
- Cynthia Caylor (VF : Isabelle Ganz) : Portia Leach
- Neville Phillips : Le bijoutier
- Mark Elwes : le client de la bijouterie
- Peter Jonfield : l'inspecteur Marvin
- Ken Campbell : Bartlett
- Al Ashton (VF : Henri Labussière) : le gardien de prison
- Roger Hume (VF : Raoul Delfosse) : le serrurier
- John Bird (VF : Daniel Gall) : le greffier
- Stephen Fry (VF : Guy Chapellier) : Hutchison
- Andrew MacLachlan : Zebedee

Photos des acteurs principaux.
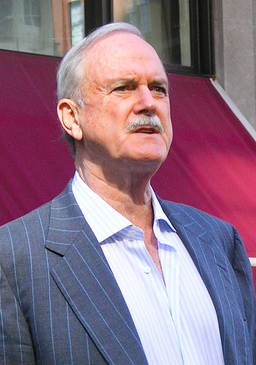
John Cleese interprète Archie Leach
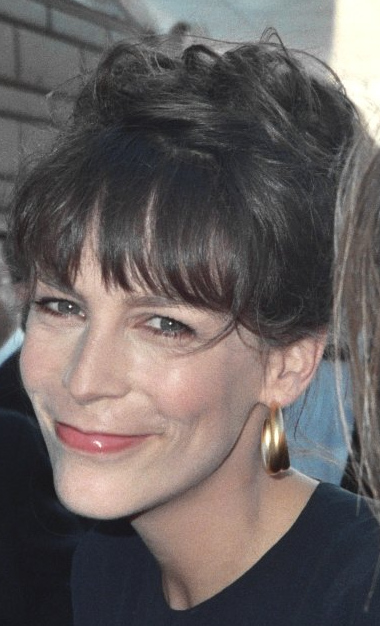
Jamie Lee Curtis interprète Wanda Gershwitz
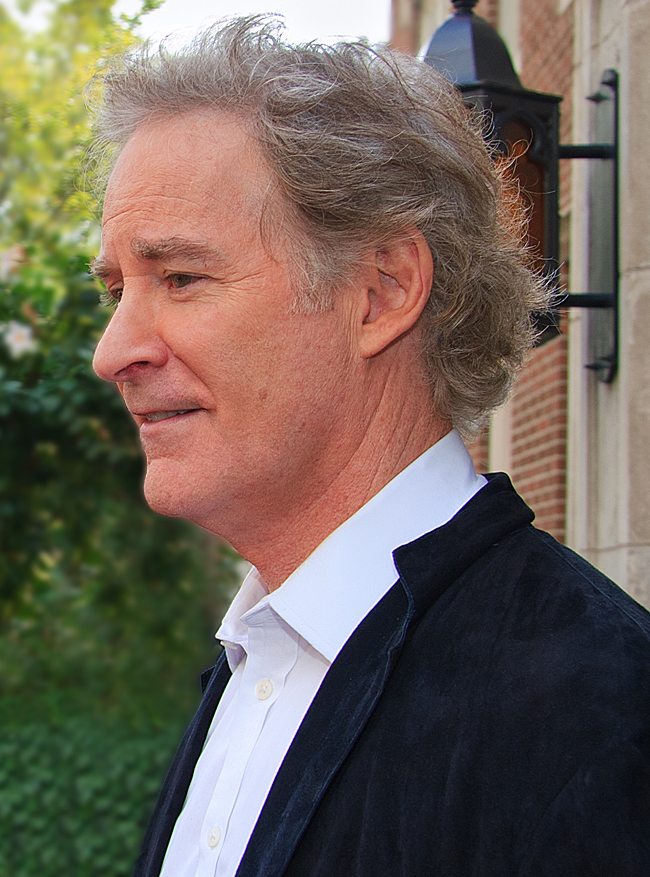
Kevin Kline interprète Otto West
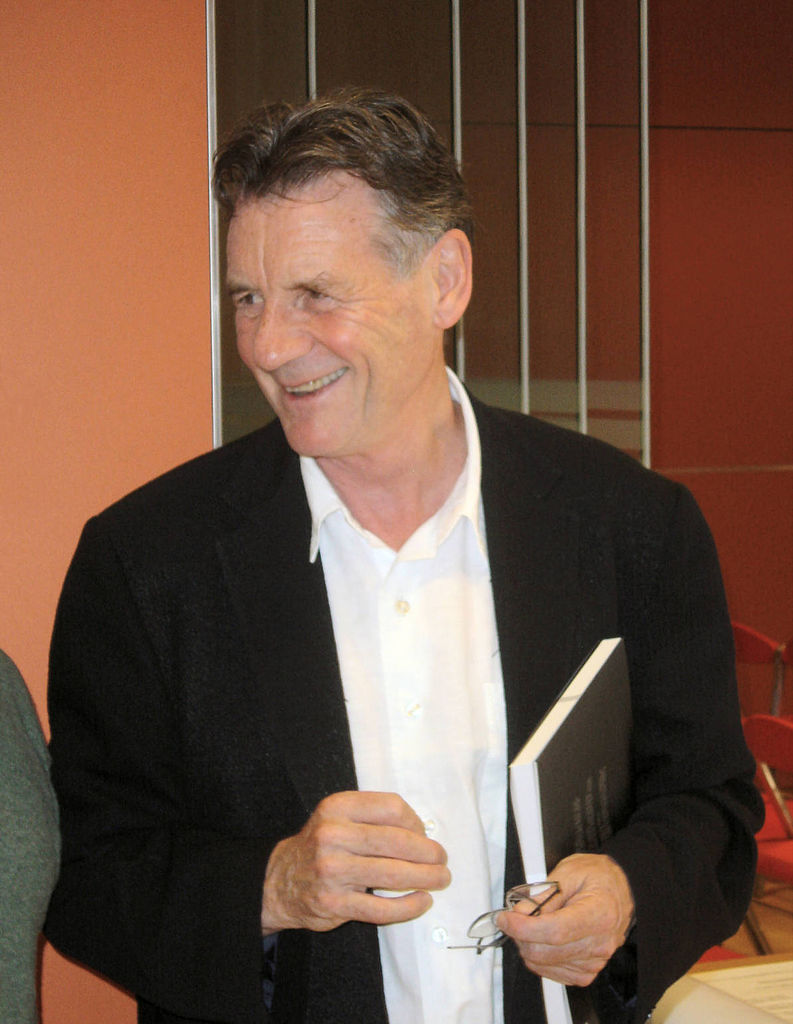
Michael Palin interprète Ken Pile

## Accueil

### Accueil critique
Il a reçu un accueil critique très favorable, recueillant 96 % de critiques positives, avec une note moyenne de 8.1/10 et sur la base de 67 critiques collectées, sur le site agrégateur de critiques Rotten Tomatoes. Sur Metacritic, il obtient un score de 80/100 sur la base de 17 critiques collectées.

### Box-office
Le film a remporté un important succès commercial, rapportant environ 188 593 000 $ au box-office, dont 62 493 000 $ en Amérique du Nord, pour un budget de 7 500 000 $. En France, il a réalisé 2 212 414 entrées.

## Distinctions
- Oscars 1989 : meilleur acteur dans un second rôle pour Kevin Kline
  - nominations meilleur réalisateur et meilleur scénario original
- BAFTA Awards 1989 : meilleur acteur pour John Cleese et meilleur second rôle masculin pour Michael Palin
- Prix David di Donatello 1989 : meilleur scénario pour un film étranger

## Autour du film
- Le personnage interprété par John Cleese se nomme Archie Leach, qui est le véritable nom de l'acteur américain Cary Grant.
- Portia, la fille d'Archie Leach, est interprétée par Cynthia Cleese, véritable fille de l'acteur. Cette dernière est créditée en tant que Cynthia Caylor.
- Deux des rôles principaux sont tenus par des membres des Monty Python : Michael Palin et John Cleese.
- Lorsque Wanda et Otto rendent visite à George en prison, Otto demande à celui-ci s'il a été balancé par un certain Kevin Delaney. Delaney est en fait le deuxième prénom de Kevin Kline.
- Lorsque Wanda fait la connaissance d'Archie, celui-ci lui dit « au revoir » en allemand dans la version française tandis que dans la version anglaise, il le lui dit en français. De ce fait la réponse de Jamie Lee Curtis est différente dans les deux versions.
- À l'origine, c'était Wanda qui devait se déshabiller et se montrer toute nue devant la famille qui débarque dans l'appartement à l'improviste. Jamie Lee Curtis a suggéré que ce soit Archie qui se mette tout nu à l'image, jugeant que la scène serait plus comique.
- La scène où Archie demande à Ken le nom de l'hôtel où sont cachés les diamants devait être deux fois plus longue : Archie usait bon nombre de moyens pour que Ken lui écrive le nom du repaire, de la machine à écrire à un carreau de fenêtre. Finalement, Ken écrivait le nom sur un mur avec son propre sang après s'être coupé le doigt avec un couteau électrique.
- En 1989, un orthophoniste danois, Ole Bentzen, est mort de rire en regardant le film. Son cœur a battu entre 250 et 500 coups par minute, avant que l'homme ne succombe à un arrêt cardiaque[4].
- John Cleese, Michael Palin, Kevin Kline et Jamie Lee Curtis feront à nouveau équipe neuf ans plus tard dans une comédie de Fred Schepisi intitulée Créatures féroces.
- Initialement, le personnage d'Otto, interprété par Kevin Kline, devait mourir à la fin du film. Néanmoins, durant les projections-tests, le public s'était tellement attaché au personnage que l'équipe du film a dû procéder au tournage d'une scène de raccord, afin de modifier la chute de l'histoire[5].